# کریستیان دالژه
کریستیان دالژه (فرانسوی: Christian Dalger‎؛ ۱۹ دسامبر ۱۹۴۹ – ۱ ژوئیهٔ ۲۰۲۳) بازیکن و مربی فوتبال اهل فرانسه بود.
از جمله باشگاه‌هایی که وی در آن‌ها بازی کرده، می‌توان به باشگاه فوتبال موناکو اشاره کرد.
وی همچنین در تیم ملی فوتبال فرانسه بازی کرده‌است.